# جيمس هوني بون
جيمس هوني بون (مواليد 11 يناير 1991) هو مبارز بالسيف من المملكة المتحدة، مثّل بلاده في الألعاب الأولمبية الصيفية 2012.

## روابط رياضية
جيمس هوني بون على موقع الاتحاد الدولي للمبارزة (الإنجليزية)
- جيمس هوني بون على موقع الاتحاد الأوروبي للمبارزة (الإنجليزية)
- جيمس هوني بون على موقع أوليمبيديا (الإنجليزية)
- جيمس هوني بون على موقع اللجنة الأولمبية البريطانية (الإنجليزية)